# Layla Sarahat Rushani
Layla Sarahat Rushani, Laila (Charikar,ca.1952-58 – Países Bajos, 21 de julio de 2004) fue una poeta, escritora y periodista afgana. En 1996 después de que los talibanes tomaran el poder se trasladó a los países bajos. Su padre fue uno de los escritores más famosos de Afganistán.

## Biografía
Rushani nació en Charikar y estudió en la Universidad de Kabul. Nació en una familia educada e intelectual, su padre como maestro en la formación la educó para el florecimiento de su personalidad artística. Hija de Sarshar Rushani, periodista que fue ejecutado por el partido comunista gobernante,  su hermana murió en Australia y su madre murió poco después.
Comenzó la escuela primaria y terminó la secundaria en la escuela Malalai. En 1977, fue a la Facultad de Lengua y Literatura, y en 1980, recibió una licenciatura en Lengua y Literatura Persa de la Universidad de Kabul. Entre 1981 y 1986 hasta la caída del régimen del Dr. Najib enseñó en Maryam High School trabajó primero como secretaría y luego como diputada en la revista  "Mirman". Con el establecimiento de la Asociación de Escritores Jóvenes en el marco de la Asociación de Escritores de Afganistán, Rushani fue elegida vicepresidenta de la Asociación de Escritores Jóvenes y más tarde se convirtió en miembro del Consejo Central de la Asociación de Escritores de Afganistán. 
Durante el gobierno de los Mojahedin trabajó como Directora Adjunta de Asuntos de la Mujer y revivió la publicación "Orientación de la mujer". También fue elegida como la primera editora en jefe de la segunda edición de la revista, cuya primera edición se remonta al reinado de Amanulá Khan. Mientras tanto, fundó el centro cultural "Rabieh Balkhi", que luego continuó sus actividades en Países Bajos. A finales de 1996 meses después de que los talibanes tomaran el control se fue de Kabul e intensificara su trato abusivo a las mujeres se fue a Peshawar, Pakistán, y poco después se refugió en los Países Bajos donde vivió como refugiada. En los Países Bajos, fue responsable de la publicación de Eve in Exile, una revista literaria en farsi y editorial de la Asociación de Mujeres Afganas Rabia Balkhi, con el fin de inspirar a las mujeres afganas a trabajar por un mundo donde los nombres de las mujeres fueran iguales a los nombres de los hombres.

### Su obra
Rushani publicó varias colecciones de poesía, principalmente poemas persas modernos. Su poesía es en gran parte una expresión del dolor y la tragedia que experimentó. En 1350 fue cuando comenzó a componer poesía y sus poemas se han publicado en revistas nacionales e internacionales desde 1353. Siempre ha elogiado y agradecido a intelectuales como Razeq Rovin, Rifat Hosseini, y especialmente a Wasef Bakhtari, que cuidasen de su educación tras la muerte de su padre. 
Es conocida por su fuerte espíritu de protesta, su coraje y su resistencia intelectual contra el régimen comunista y el reinado de terror de los talibanes que impregnan gran parte de su poesía. En algunos casos, las experiencias de las mujeres en la guerra  ayudaron a éstas a desarrollar una conciencia política y a desafiar las representaciones de la corriente principal de la poesía además de desafiar las representaciones dominantes de la mujer. 
En 1994, bajo el gobierno de Rabbani, fue nombrada redactora jefe de la efímera revista bimensual para mujeres Irshad-e Niswan (Guía de las Damas). 

La Enciclopedia de Literatura Persa escribe sobre su poesía que:
Los poemas explícitamente claros tienen un lenguaje sincero y pensamientos profundos, y en su poesía se pueden ver nuevas y emocionantes interpretaciones. Su clara comprensión de los momentos oscuros de la historia de su país y de la gente cuyos años de espera por la primavera, sus amores y aspiraciones están colgados de prejuicios y odio y cuyas voces no se escuchan, es tal que a veces sus poemas no necesitan interpretación.
Rushani escribió tanto formas fijas tradicionales como versos libres modernos, gazals y cuartetas. Dado que escribir poesía moderna siempre se ha enfrentado a la censura y los prejuicios de varios tradicionalistas y del público alfabetizado, la mayoría de los poetas afganos modernos, como Rushani, también han incursionado en la escritura de poesía lírica clásica con imágenes y temas modernos. Sus poemas están repletos de imágenes de cautiverio, oscuridad, soledad, vagabundeo, fuga, venganza, absurdo y nada, que a veces asumen dimensiones metafísicas.  En algunos de sus poemas, como en los de varios otros poetas afganos que vivieron la monstruosidad de la ocupación soviética, el color "rojo" se convierte en una obsesión aterradora, como en las dos piezas siguientes:

Flames

The flames that devoured the houses
Were red
And left ashes
The blood they shed and poured
On the calendar of the year
Are still red
The autumn leaves
The dismal sunset color
Were red
Red
Even the color of my nightmares
Are all red
Red, red

My darling,

When you said you would come to me
With a bundle of red flowers
I trembled
Trembled

Trembled

Sus colecciones poéticas incluyen
- The Continuing Scream
- The Green Dawn
- From Stones and Mirrors
- A Night Story

El 20 de mayo de 2004 murió de cáncer cerebral después de dos años de batallar contra él.

## Reconocimientos
- El 29 de julio, su cuerpo fue recibido en el aeropuerto de Kabul por un gran número de poetas, intelectuales afganos y sus amigos y parientes, quienes con tristeza acompañaron su funeral al cementerio de Shuhadai-e-Saliheen para el entierro.A diferencia de muchos poetas e intelectuales jóvenes de su tiempo, que abrazaron la ideología comunista o que se desilusionaron después de un período de cooperación con los regímenes comunistas, Rushani nunca comprometió su compromiso con su arte y su espíritu de justicia e integridad. Por esta razón, la comunidad literaria afgana la adora como un modelo de libertad intelectual y coraje.[3]